# Stacked (album)
Stacked è il primo album in studio della rapper statunitense Kash Doll, pubblicato il 18 ottobre 2019 dalla Republic Records.

## Tracce
1. KD Diary – 2:42
2. Ready Set (feat. Big Sean) – 2:45
3. So Amazing – 2:05
4. Paid Bitches – 3:23
5. Ice Me Out – 3:02
6. Kitten (feat. Lil Wayne) – 3:23
7. On Sight (feat. Trey Songz) – 2:48
8. Krazy (feat. LouGotCash) – 2:36
9. Mobb'n – 2:21
10. Cheap Shit – 2:56
11. Doin Too Much – 2:29
12. Buss It (feat. Lucky Daye) – 2:25
13. No Lames (feat. Summer Walker) – 2:50
14. Excuses – 2:30
15. Feel Something (feat. Teyana Taylor) – 2:46
16. Coastal Rota – 2:34
17. 100 of Us – 3:03

## Classifiche
| Classifica (2019) | Posizione massima |
| ----------------- | ----------------- |
| Stati Uniti       | 76                |